# Templul Havre Gah din Câmpulung Moldovenesc
Templul Havre Gah din Câmpulung Moldovenesc este un lăcaș de cult evreiesc din municipiul Câmpulung Moldovenesc, localizat pe strada Arboroasa nr. 1 (fostă str. Gh. Doja nr. 7), în apropierea pieței agroalimentare. El a fost construit în anul 1894. Pe frontispiciul său se află Steaua lui David în care este încadrat anul 1873; aceasta reprezintă un adaos ulterior provenind de la o altă sinagogă (probabil de la Sinagoga veche). 

## Comunitatea evreiască din Câmpulung Moldovenesc

### Situația evreilor sub regimul austriac
Nu există decât presupuneri cu privire la vechimea comunității evreiești din Câmpulung Moldovenesc. Primii evrei care au trecut prin aceste locuri erau negustori care călătoreau cu caravane comerciale din Ungaria către Moldova, prin Transilvania. Caravanele se opreau de Șabat în localitățile unde găseau hanuri evreiești și alimente cașer. Prima atestare a evreilor la Câmpulung datează dintr-un document din 1684 când s-a băut în casa lui Mer Jid un aldămaș de 10 vedre de mied, cu prilejul donării de către Mihăilă Dodul către fiul său Miron a unei moșii care se întindea de la Pietrele Roșii până la Scăldătoarea Rarăului.  Ei trăiau în armonie cu populația locală și țineau hanuri și cârciumi.  Într-un zapis din 1766 este trecut ca martor un David Jid. 
După ocuparea părții de nord-vest a Moldovei de către austrieci (1775), localitățile din districtul Câmpulung au beneficiat de unele privilegii economice. Legile antisemite elaborate la Viena au restrâns dreptul de așezare a evreilor în acele localități. În plus, evreilor din acele localități li s-a interzis să mai vândă băuturi alcoolice, acest drept fiind acordat numai populației creștine. Ca exemplu, prin ordinul nr. 1561/1780 al administrației austriece, cârciumarului Isak Abraham din districtul Câmpulung i s-a interzis să țină băuturi alcoolice. 
Prin patentul din 27 mai 1785, evreii din Câmpulung au fost incluși în cadrul Comunității evreilor din Suceava, căreia trebuiau să-i plătească o taxă. Aceasta era destul de mare, iar la 24 aprilie 1794, nouă evrei din Câmpulung (Lazar Hopke, Isak Hausierer, Lazar Openauer, Simon Hausierer, Salomon Brinschik, David Schlefer, Aron Unterhaner, Abraham Apter (Agten) și Jakob Trassler) au trimis o cerere administrației districtului Câmpulung în care cereau să fie scutiți de plata taxei către comunitatea din Suceava. Cererea lor a refuzată, pe motiv că evreii din Câmpulung erau prea puțini pentru a-și forma propria comunitate. 
Autoritățile austriece au folosit toate mijloacele pentru a micșora numărul evreilor din Bucovina. Ele i-au împărțit pe evrei în trei categorii: agricultori, meseriași și comercianți. Printr-o ordonanță din 28 noiembrie 1789, comercianții evrei au trebuit să-și părăsească locuințele și să se stabilească în una din aceste trei localități: Cernăuți, Siret sau Suceava. La acea vreme locuiau în Câmpulung 9 familii evreiești cu 46 membri, dintre care 21 bărbați și 25 femei. Pentru a locui în Câmpulung, evreii trebuiau să obțină un permis temporar de ședere. 
Treptat, agricultorii evrei din localitățile învecinate au început să se stabilească în oraș, unde aveau posibilități mai mari de a-și câștiga existența. După abrogarea legilor restrictive, a avut loc o migrație masivă a evreilor către orașe. Ca urmare a creșterii populației evreiești din oraș, s-a înființat în 1859 comunitatea evreilor din Câmpulung. În anul 1865 erau atestați 661 de evrei în oraș.  Numărul lor a crescut la 875 (1876), 899 (1877), 1.600 (1900) și 3.550 (1905).  Ca urmare a dezvoltării comerțului din a doua jumătate a secolului al XIX-lea, evreii din Câmpulung au crescut atât numeric, cât și ca importanță economică. Evreii din oraș aveau următoarele meserii: avocați, medici, dentiști, farmaciști, bancheri, comercianți sau industriași. Ei dețineau hanuri, restaurante, mori sau fabrici de confecții textile. 
Populația evreiască a luat parte în mod activ la viața politică evreiască din Bucovina. Evreii Abraham Tanner, Adolf Kreisel și Samuel Spetter au fost membri în Consiliul orășenesc. Comunitatea evreilor din Câmpulung a fost condusă de Kalman Kahan, Gabriel Storfer, Dr. Juster, Samuel Bar, Dr. Josef Gluecksmann, Dr. Arkadius Bar, Dr. Fischl Siegel, Friedrich (Fritz) Picker, Dawid Drach și avocatul Benno Schieber. Prin statutul din 21 martie 1890, comunitatea era condusă de un comitet executiv format din trei membri și un consiliu cu șase membri. 
În 1913, ultimul an de dinaintea începerii Primului Război Mondial, locuiau în oraș 3.500 evrei din care circa 1.000 plăteau taxe comunității. 

### Perioada interbelică

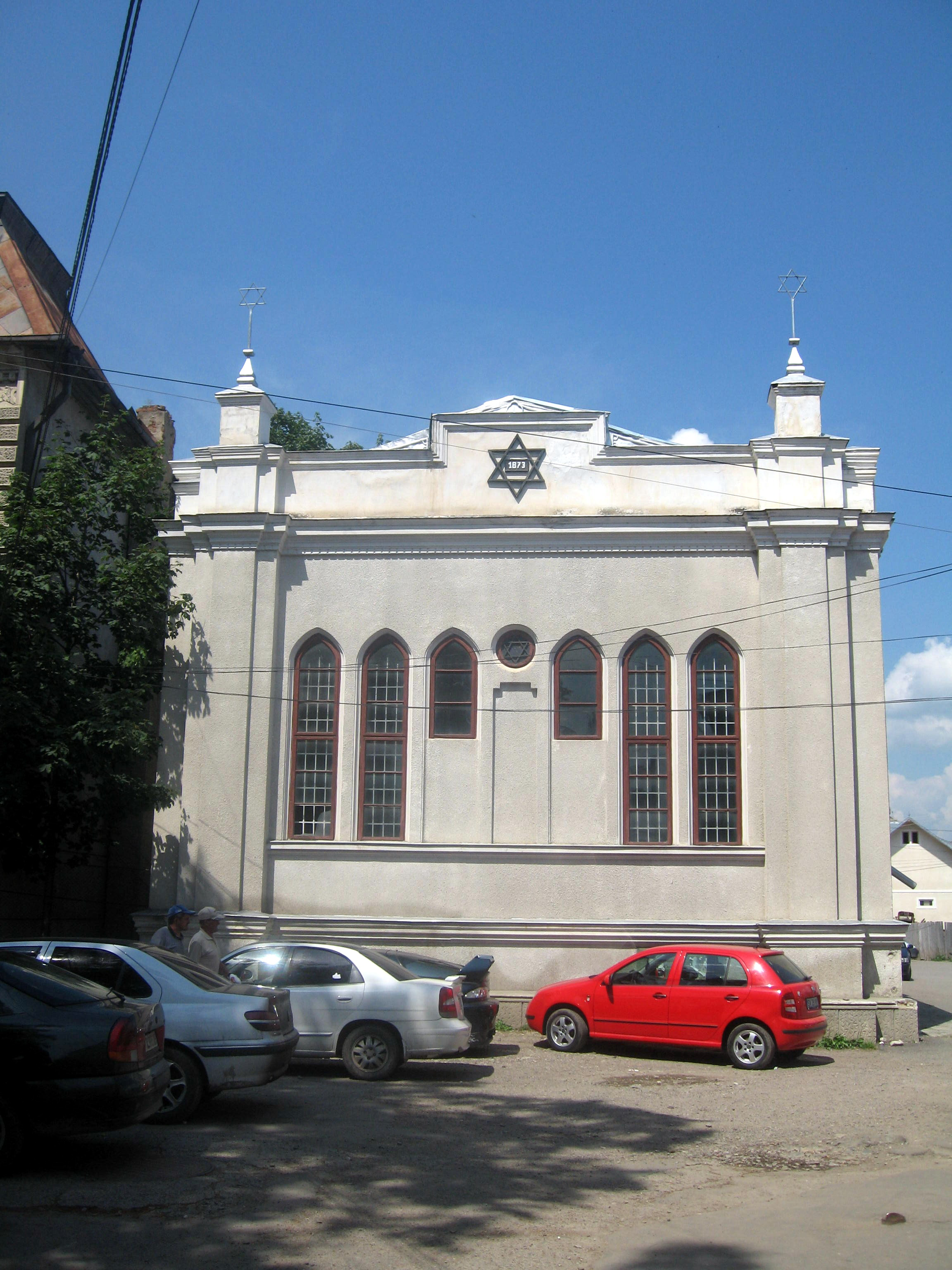
Templul Havre Gah din Câmpulung Moldovenesc - vedere laterală

După primul război mondial, germanii au emigrat în Germania și Austria, același destin urmându-l și o parte dintre evrei. Evreii rămași au contribuit la dezvoltarea orașului, unii dintre ei fiind membri în Consiliul orășenesc. Comunitatea s-a dezvoltat. În perioada interbelică funcționau aici două societăți culturale evreiești.
La Liceul "Dragoș Vodă" se preda religia mozaică de către rabinul dr. Wolf Mischel (1907-1921) și de institutorul liber Wetter (1921-1925). Din 1925, profesorul de religie mozaică nu a mai fost plătit din bugetul statului, ci din taxele elevilor mozaici. În perioada 1946-1956, profesorul Leon Rauchwerger a predat religia mozaică și limba rusă. 
Conform recensământului din 1930, în orașul Câmpulung Moldovenesc locuiau 10.071 persoane, dintre care 6.826 români (67,77%), 1.501 evrei (14,90%), 1.496 germani (14,85%), 98 ruteni (0,97%), 97 polonezi (0,96%), 26 ruși, 4 cehoslovaci, 4 țigani, 3 unguri, 2 greci, 2 armeni, 1 sârbo-croato-sloven, 1 albanez, 9 de alte neamuri și 1 de naționalitate nedeclarată.  Din punct de vedere al religiei, populația era alcătuită din 6.775 ortodocși (67,27%), 1.488 mozaici (14,77%), 1.413 romano-catolici (14,03%), 177 evanghelici (luterani) (1,75%), 175 greco-catolici (1,73%), 28 adventiști, 9 baptiști, 4 de alte religii sau secte și 2 fără religie (liber-cugetători).
Ca urmare a persecuțiilor la adresa evreilor (înlăturarea din funcțiile publice), s-a dezvoltat curentul sionist. Președinții organizației sioniste din Câmpulung au fost Dr. Mosche Niederhofer, Israel Wassermann și Efraim Hechtlinger. 
Venirea la putere în anul 1937 a Guvernului Goga-Cuza a dus la elaborarea de legi cu caracter antisemit care au determinat o serie de persecuții la adresa evreilor: ei erau bătuți pe stradă, siliți să țină prăvăliile deschise de Șabat etc. În iunie 1940, noile legi adoptate de guvernul Ion Gigurtu au prevăzut confiscarea proprietăților, expulzarea din școli și din funcțiile publice a persoanelor de etnie evreiască și interzicerea medicilor evrei să trateze pacienți de alte etnii.

### Războiul și emigrarea postbelică a evreilor
După anexarea nordului Bucovinei de către URSS în iunie 1940, mulți evrei din zona ocupată s-au refugiat în România, unii dintre ei stabilindu-se la Câmpulung. În perioada Statului național-legionar, au avut loc noi persecuții la adresa evreilor. La 11 octombrie 1940, prefectul județului Câmpulung a anulat permisele de comerț ale evreilor Jakob Apter, Salomon Rosenerg, Nussen Katz, Markus Weiner, Markus Altschuler și David Ellenbogen, aceștia fiind obligați să-și închidă prăvăliile. La 12 octombrie, casele evreilor au fost jefuite, iar evreii au fost maltratați de către legionari. Bunurile confiscate au fost duse la “Casa Verde”, sediul legionarilor. Valoroasa bibliotecă a rabinului Moses Josef Rubin a fost distrusă. Pentru că a refuzat să semneze un document prin care recunoștea că a ascuns dinamită în sinagogă în scop de sabotaj, rabinul și fiul său au fost bătuți și amenințați cu împușcarea. Toate sinagogile din oraș au fost jefuite de obiectele de cult valoroase. 
Într-o după-amiază de octombrie a anului 1941, un număr de 1.800 evrei din Câmpulung și din satele din jur au fost duși de soldați spre gară, îmbarcați în vagoane de vite și transportați în lagărele din Transnistria. 
Începând din 1945, circa 700 de supraviețuitori ai Holocaustului s-au întors în oraș.  Totuși, aici s-au stabilit și evreii deportați din Bucovina de Nord și Basarabia, până la sfârșitul anului 1946, când rușii au închis granițele. Prin oraș au tranzitat mulți evrei care nu au rămas și s-au îndreptat spre alte localități în speranța că de acolo vor emigra mai ușor spre Palestina. În perioada toamna anului 1950 - aprilie 1951 mai mulți evrei din Câmpulung Moldovenesc au emigrat legal în noul stat Israel. Abia în octombrie 1958 guvernul României a permis din nou evreilor să emigreze. Pe măsura emigrării evreilor, s-a desființat școala în limba idiș. 
După Revoluția din decembrie 1989, situația evreilor din Câmpulung Moldovenesc a fost următoarea: 17 evrei (1992), 15 evrei (1995), 18 evrei (2003) și doar 3 evrei (2006). 

## Templul Havre Gah din Câmpulung Moldovenesc
Prima sinagogă din Vatra Dornei (Sinagoga veche) a fost construită în anul 1873 pe strada Deii (actualmente str. Dimitrie Cantemir). Templul Havre Gah din Câmpulung Moldovenesc a fost construit în anul 1894, din inițiativa familiei Holdengräber, una dintre cele mai vechi familii din Câmpulung.  Acesta este construit în stil neoclasic, cu elemente maure (prin aspectul părții superioare a golurilor elansate). Conducătorii spirituali ai comunității au fost rabinii Rafael Hammer, dr. Wolf Mischel (1907-1921) și Moses Josef Rubin (1922-1940). În sinagogi se dezbăteau ocazional subiecte legate de sionism sau de alte probleme naționale evreiești. 
În anul 2007, ca urmare a strategiei privind păstrarea moștenirii iudaice, care face parte din patrimoniul național al României, Ministerul Culturii și Cultelor a elaborat un proiect de Hotărâre de Guvern pentru aprobarea Planului național de acțiuni pentru protejarea patrimoniului evreiesc din România prin care s-au alocat 400.000 de lei pentru reabilitarea a 14 lăcașuri de cult mozaice, printre care și Sinagoga din Câmpulung Moldovenesc. 
În lista sinagogilor din România publicată în lucrarea "Seventy years of existence. Six hundred years of Jewish life in Romania. Forty years of partnership FEDROM – JOINT", editată de Federația Comunităților Evreiești din România în anul 2008, se preciza că Templul Havre Gah din Câmpulung Moldovenesc era în funcțiune, spre deosebire de Sinagoga veche (Sinagoga Mare), care nu mai era folosită. 

## Imagini

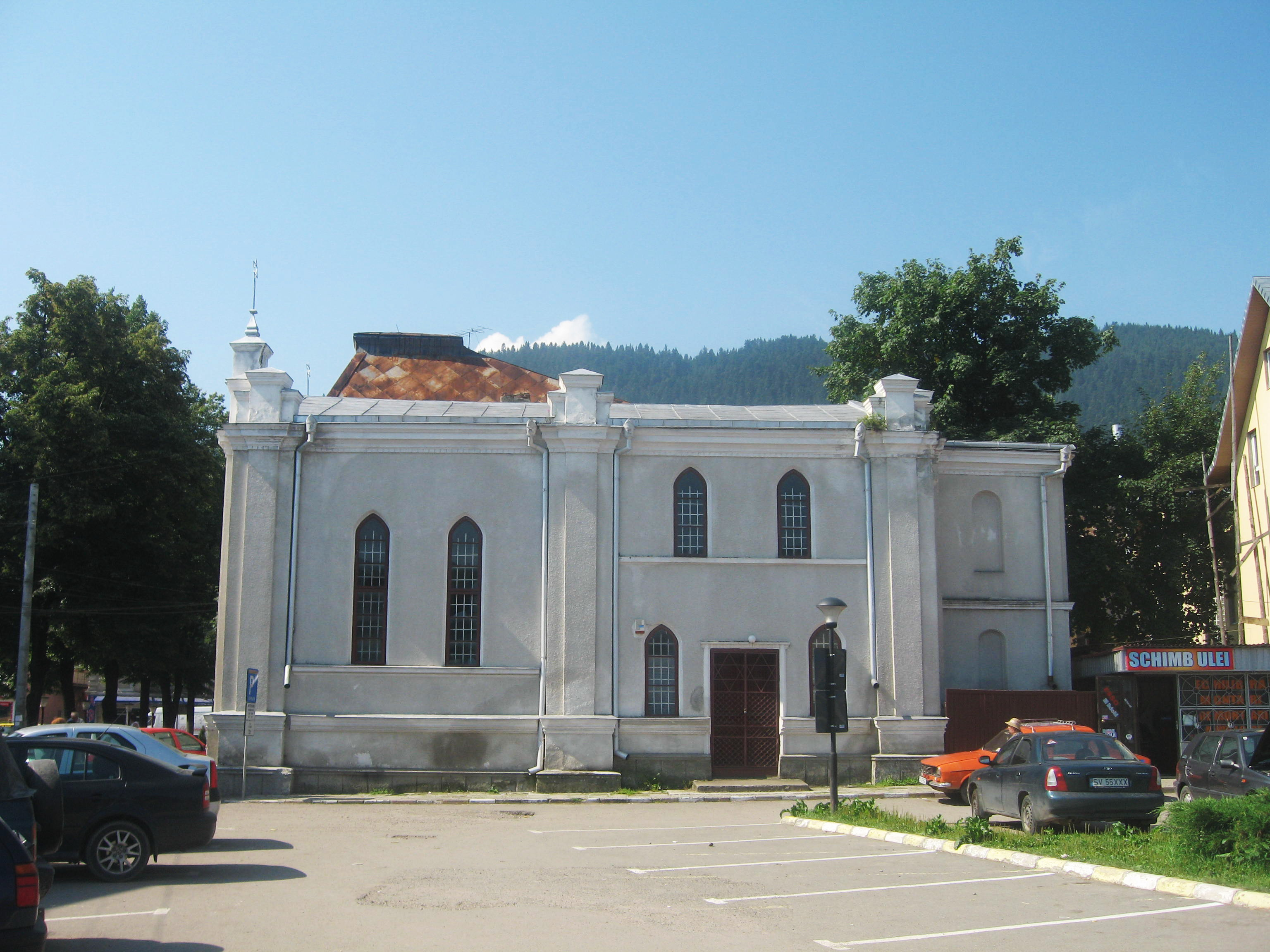
Templul Havre Gah din Câmpulung Moldovenesc
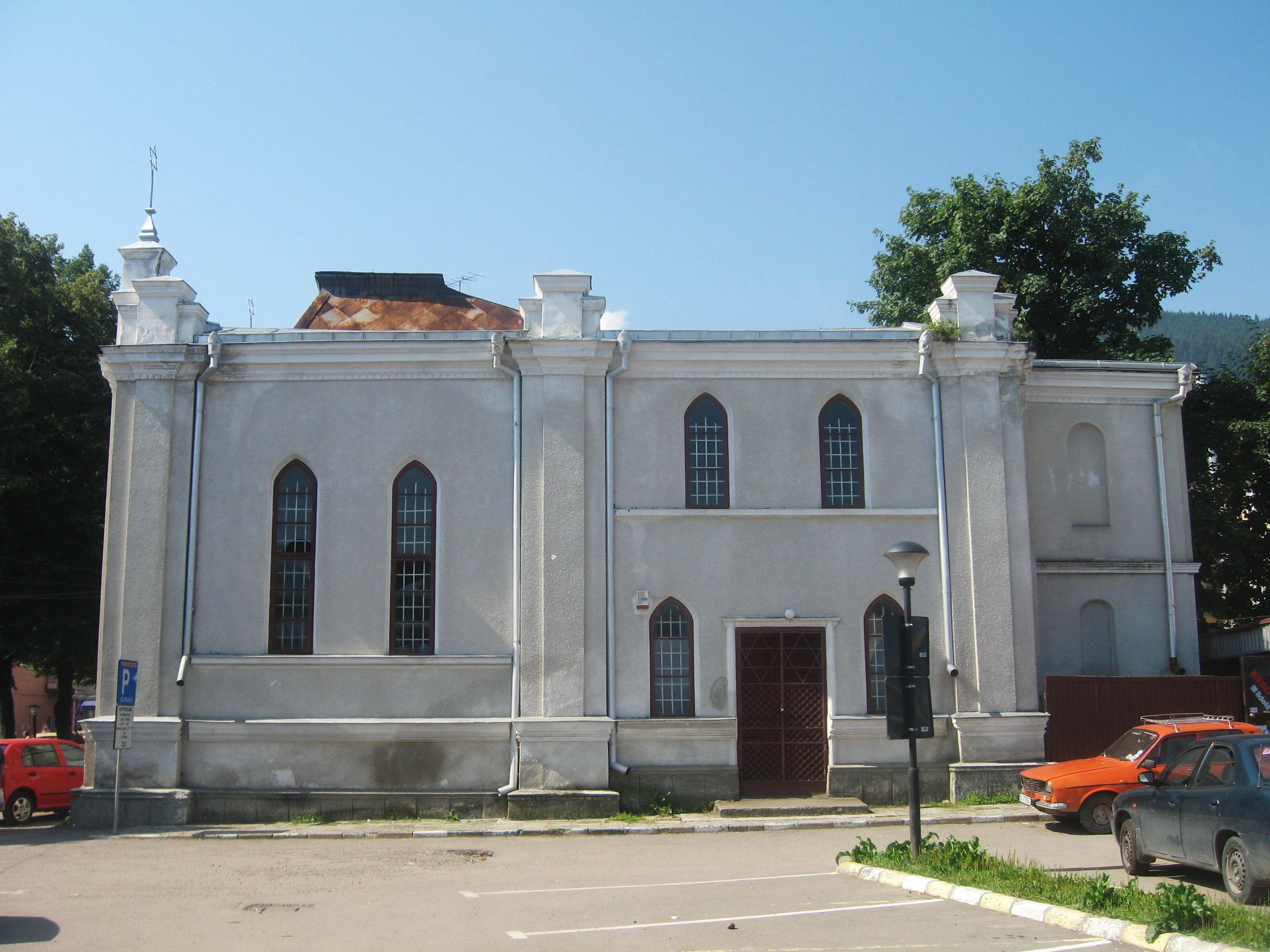
Templul Havre Gah din Câmpulung Moldovenesc
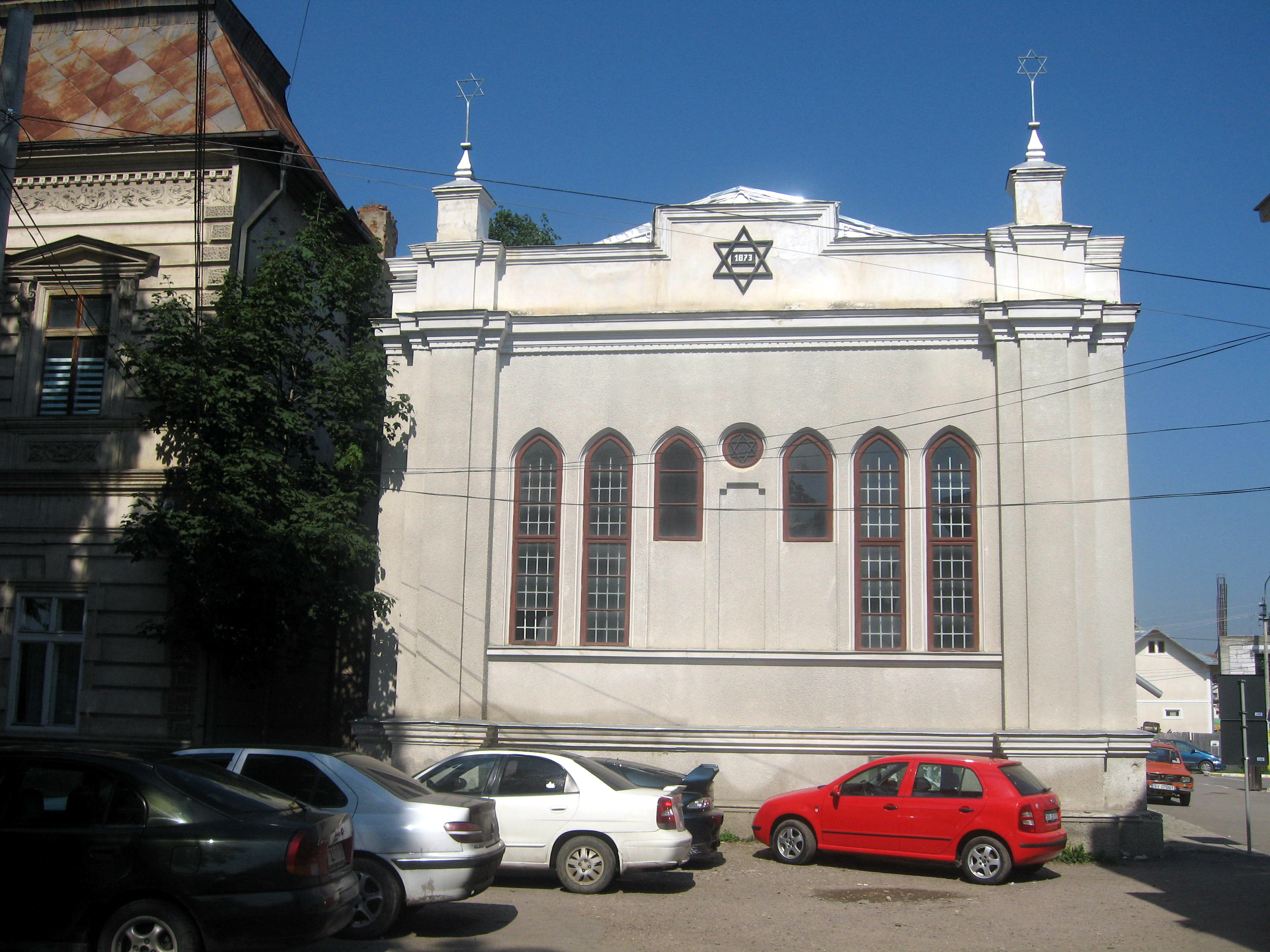
Templul Havre Gah din Câmpulung Moldovenesc
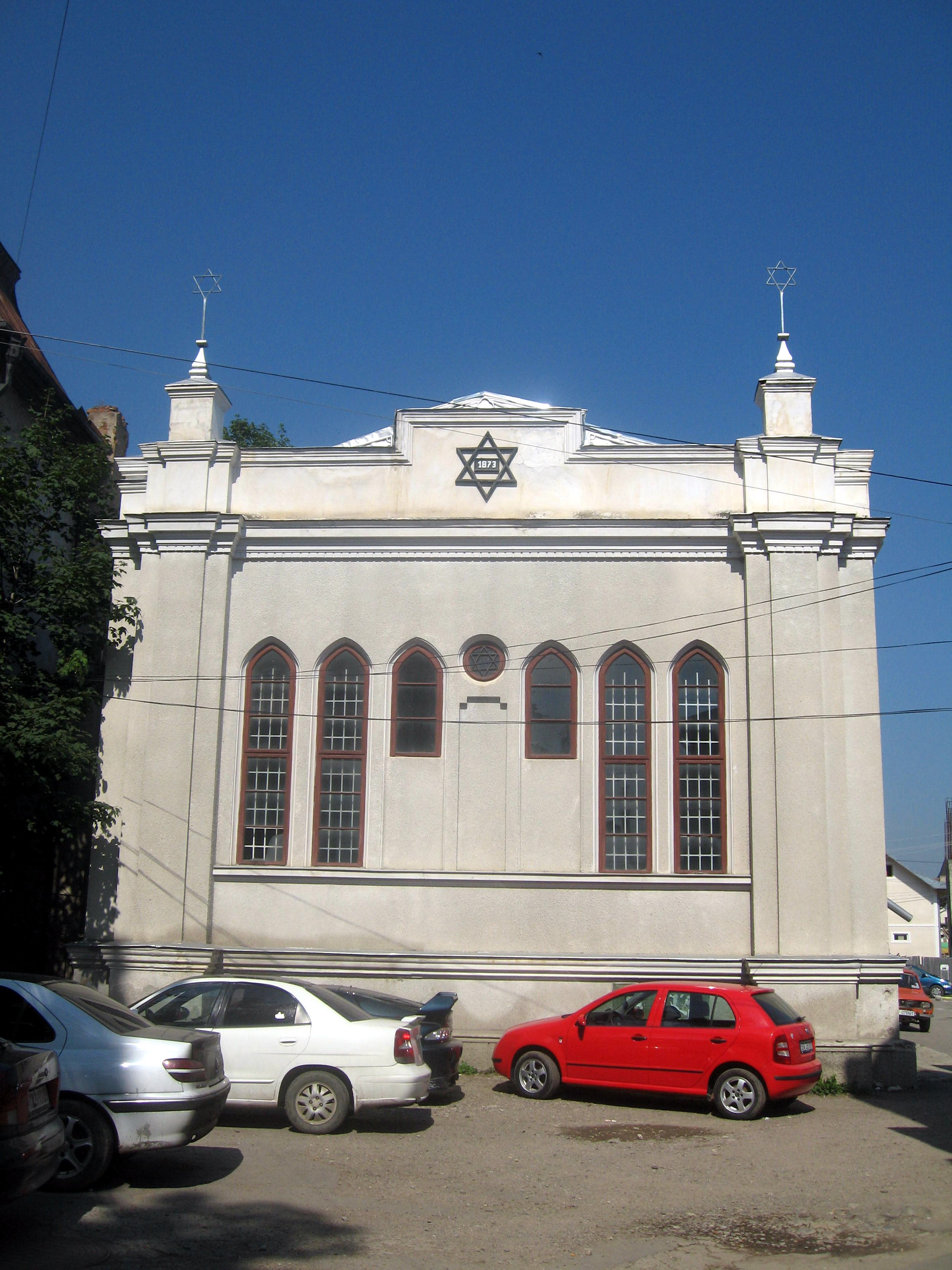
Templul Havre Gah din Câmpulung Moldovenesc
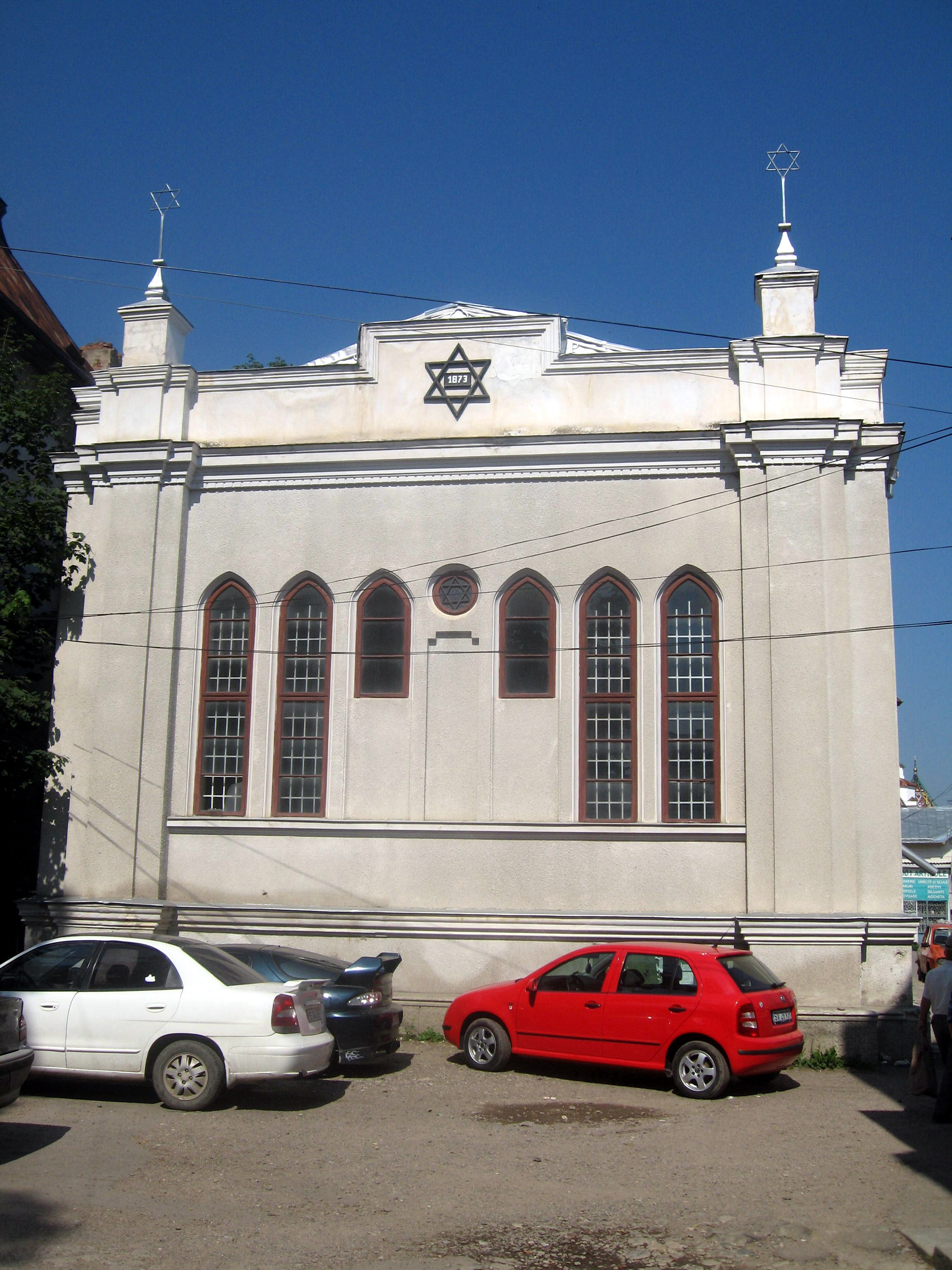
Templul Havre Gah din Câmpulung Moldovenesc
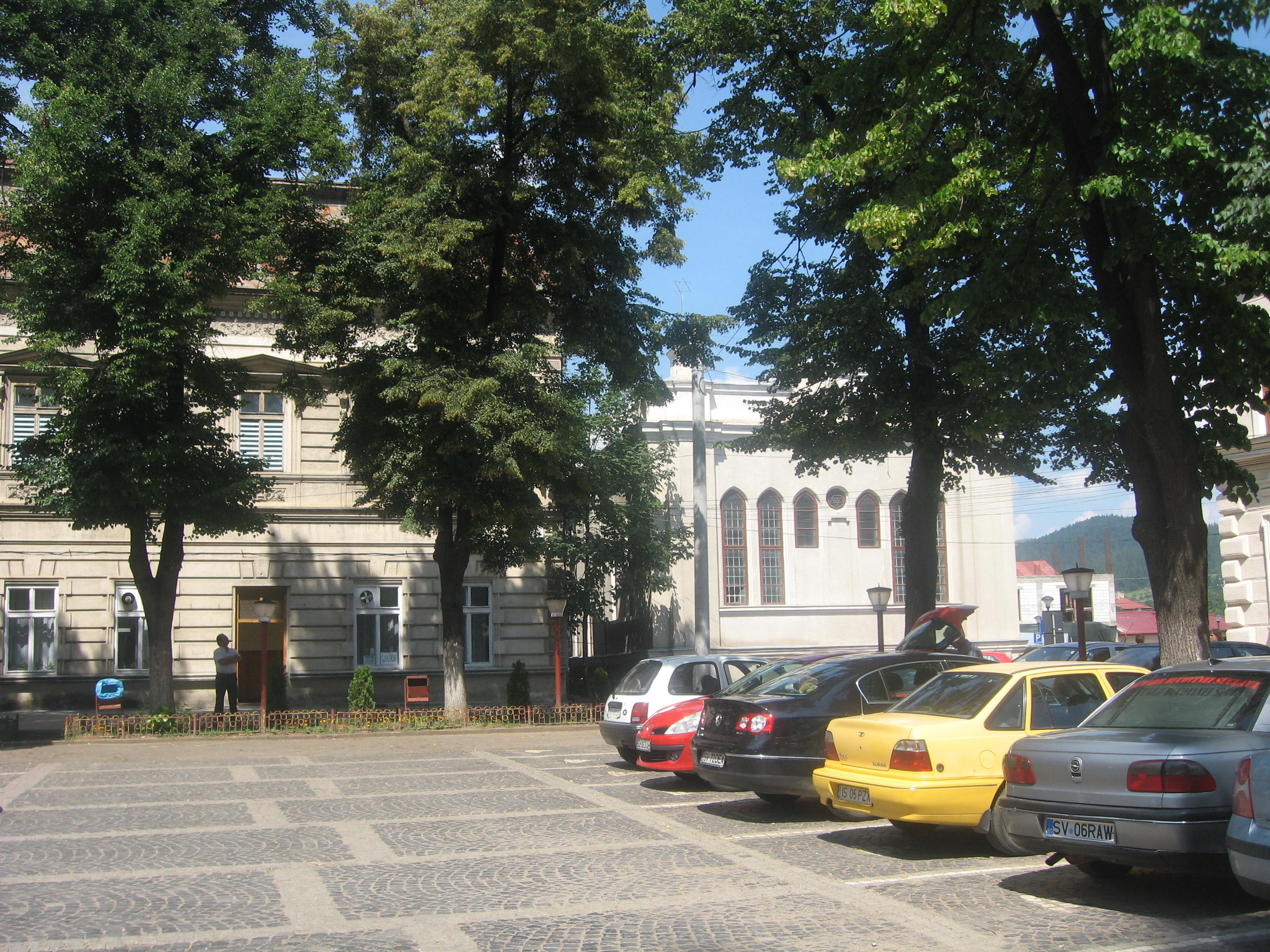
Templul Havre Gah din Câmpulung Moldovenesc